# 알카리아
꾸란의 101번째 장 까리아는 부활의 날에 있을 일들을 묘사하는 장으로 불신자들의 지옥으로의 이주와 선행을 한 자에 대한 천국으로의 이주, 산 상태의 변동 등을 암시하는 내용이 있다.
| 이 전 알아디야트 | 수라 101 (아랍어 원문) | 다 음 알타카투르 |
| 1 2 3 4 5 6 7 8 9 10 11 12 13 14 15 16 17 18 19 20 21 22 23 24 25 26 27 28 29 30 31 32 33 34 35 36 37 38 39 40 41 42 43 44 45 46 47 48 49 50 51 52 53 54 55 56 57 58 59 60 61 62 63 64 65 66 67 68 69 70 71 72 73 74 75 76 77 78 79 80 81 82 83 84 85 86 87 88 89 90 91 92 93 94 95 96 97 98 99 100 101 102 103 104 105 106 107 108 109 110 111 112 113 114 |                        |                  |